# São Julião (Valença)
São Julião ist ein Ort und eine ehemalige Gemeinde (Freguesia) im nordportugiesischen Kreis Valença der Unterregion Minho-Lima. Die Gemeinde hatte 363 Einwohner (Stand 30. Juni 2011).
Am 29. September 2013 wurden die Gemeinden São Julião und Silva zur neuen Gemeinde União das Freguesias de São Julião e Silva zusammengeschlossen. São Julião ist Sitz dieser neu gebildeten Gemeinde.